# 海外渡航の自由
海外渡航の自由（かいがいとこうのじゆう）とは、海外に自由に渡航することができる権利。

## 概要
狭義には一時的な外国旅行の自由をいい、広義には外国に住所を移す自由を含む。

## 日本

### 憲法上の根拠
海外渡航の自由は狭義には一時的な外国旅行の自由をいい、広義には外国に住所を移す自由を含むが、このうち外国に住所を移す自由は日本国憲法第22条第2項によって保障されている。一方、狭義の外国旅行の自由の憲法上の根拠については争いがある。
- 憲法22条2項説（判例・多数説）
憲法22条1項に定める居住移転の自由はもっぱら国内における居住自由の移転であり、憲法22条2項が永住のための出国を保障しながら旅行のための出国を保障していないとするのは不合理であるから、憲法22条2項の「外国に移住」には一時的な海外渡航を含むとする[2][3][4]。
判例も憲法第22条第2項を根拠としている（最大判昭和33・9・10民集12巻13号1969頁、最判昭和60・1・22 民集第39巻1号1頁）
本説は憲法第22条第1項を国内についての規定、第2項を国外についての規定と捉えるものであるが、形式的にすぎる二分法であるという指摘がある[5]。
- 憲法22条1項説
憲法第22条第2項は国籍離脱の自由と並んで外国に移住する自由を保障しており、「移住」という言葉の文理からも規定の位置からも一時的な海外渡航の自由を含むものではないとする一方、憲法第22条第1項にいう移転の自由は住所を変更する自由のみでなく、国の内外をもって区別せずに広く人身の移動の自由を保障したものであるから、海外渡航の自由は憲法第22条第1項によって保障されるとする（最判昭和60・1・22 民集第39巻1号1頁伊藤正己裁判官補足意見）[5]。
本説に対しては、1項で住居や居所を定めて移転する自由に密接不可分の自由として旅行の自由を認めうるならば、2項でも外国に住所を移す自由に密接不可分の自由として外国旅行の自由も認めうるはずであるという指摘がある[4]。
- 憲法13条説
旅行の自由は憲法第22条の「移住」や「移転」とは性質を異にしており、一般的な自由または幸福追求の権利の一部分をなすものとして日本国憲法第13条で保障されている（最大判昭和33・9・10民集12巻13号1969頁田中耕太郎＝下飯坂潤夫補足意見）。
本説に対しては、外国旅行の自由が居住移転の自由や外国に定住する自由と切り離されてしまうという問題のほか[4]、個別の人権規定に根拠を認めうる場合にたやすく憲法13条を根拠とすることは避けるべきで制約基準も緩やかになってしまうという問題が指摘されている[5]。

### パスポートの発給制限
海外渡航するには日本国旅券（パスポート）が必要であるが、旅券法第13条1項7号は「著しく、かつ、直接に日本国の利益または公安を害する行為を行うおそれがあると認めるに足りる相当の理由がある者」に対し、外務大臣が（法務大臣と協議の上）旅券発給を拒否できると規定している。
この規定が、海外渡航の自由を制限するものとして、憲法違反でないかについて争いがある。
- A説
旅券法第13条の基準は極めて漠然かつ不明確であり、このような不明確な基準で憲法の保障する権利を禁止する可能性があり違憲であるとする説[6]
- B説
海外渡航の自由は精神的自由の側面も有するが、精神的自由そのものではなく合理的範囲で政策的な制約を受けるものであり文面上違憲とすることは相当でないが、そこに定める害悪発生の相当の蓋然性がないのに旅券の発給を拒否することは適用違憲になるとする説[7]
- C説
外国旅行の自由は国際関係の見地から特別の制限を受けるとし、同号の規定する「行為」を原則として犯罪行為などの重大な違反行為に限定的に解して合憲とする説[8]
- D説
外国旅行の自由は国際関係の見地から制限が認められるものであるとして合憲とし、裁判所の審査は外務大臣の決定に合理的基礎があるか否かについて判断されるとする説[9]

判例は、公共の福祉のための合理的制限であり、合憲としている（帆足計事件、最大判昭和33・9・10民集12巻13号1969頁）。学説では旅券法の当該基準が不明確であることから、違憲の疑いが強いとする説が多数説となっており、拒否基準についてはより厳格かつ明確になるよう法改正すべきという見解が出されているが、海外渡航の自由は国際関係や外交関係にも関わることから、国の外交政策に基づく一定の裁量権を否定することはできないという点もあり検討課題とされている。
なお、最高裁判所は、旅券法が一般旅券発給拒否通知書に拒否の理由を付記すべきものとしている趣旨について「一般旅券の発給を拒否すれば、憲法二二条二項で国民に保障された基本的人権である外国旅行の自由を制限することになるため、拒否事由の有無についての外務大臣の判断の慎重と公正妥当を担保して、その恣意を抑制するとともに、拒否の理由を申請者に知らせることによって、その不服申立てに便宜を与える趣旨」であるとし「単に発給拒否の根拠規定を示すだけでは、それによって当該規定の適用の基礎となった事実関係をも当然知りうるような場合を別として、旅券法の要求する理由付記として十分でない」と判示している（中野マリ子訴訟、最判昭和60・1・22 民集第39巻1号1頁）。